# یواس‌اس پگاسوس (ای‌کی-۴۸)
یواس‌اس پگاسوس (ای‌کی-۴۸) (به انگلیسی: USS Pegasus (AK-48)) یک کشتی بود که طول آن ۲۹۹ فوت ۱ اینچ (۹۱٫۱۶ متر) بود. این کشتی در سال ۱۹۳۹ ساخته شد.